# 353429 Fairlamb
353429 Fairlamb este o planetă minoră (asteroid) din centura de asteroizi. A fost descoperită pe 8 iunie 2011 la Haleakalā Observatory⁠(d) de . 
Obiectul prezintă o orbită caracterizată de o semiaxă mare de 2,7623385005117 UAi, o excentricitate de 0,14096810344372, o înclinație de 12,390660637954 ° în raport cu ecliptica.